# .mc
.mc è il dominio di primo livello nazionale assegnato al Principato di Monaco.